# San Sebastián el Alto
San Sebastián el Alto är en ort i Mexiko.   Den ligger i kommunen Citlaltépetl och delstaten Veracruz, i den sydöstra delen av landet, 250 km nordost om huvudstaden Mexico City. San Sebastián el Alto ligger 122 meter över havet och antalet invånare är 199.
Terrängen runt San Sebastián el Alto är platt åt nordväst, men åt sydost är den kuperad. Terrängen runt San Sebastián el Alto sluttar norrut. Runt San Sebastián el Alto är det ganska glesbefolkat, med 43 invånare per kvadratkilometer. Närmaste större samhälle är Naranjos, 18,5 km öster om San Sebastián el Alto. Omgivningarna runt San Sebastián el Alto är en mosaik av jordbruksmark och naturlig växtlighet.